# Проїзд Августа Ільїнського (Житомир)
Проїзд Августа Ільїнського  — проїзд в Богунському районі Житомира. Названий на честь австрійського та російського графа, маршалка шляхти Чуднівської та Житомирської Августа Ільїнського.

## Історія
Попередня назва — проїзд Піонерський. Відповідно до розпорядження Житомирського міського голови від 19 лютого 2016 року № 112 «Про перейменування топонімічних об'єктів та демонтаж пам'ятних знаків у м. Житомирі», перейменований на проїзд Августа Ільїнського.